# David H. Rosenthal
David H. Rosenthal (geboren 1945 in New York City; gestorben 30. Oktober 1992 in Suffern) war ein US-amerikanischer Übersetzer, Dichter und Jazzautor.

## Leben
David Herschel Rosenthal war ein Sohn des Literaturwissenschaftlers Macha Rosenthal und der Victoria Himmelsteiner. Rosenthal studierte vergleichende Literaturwissenschaft an der City University of New York, wo er auch promoviert wurde. Er übersetzte aus dem Katalanischen (unter anderem das Tirant lo Blanc von Joanot Martorell und Martí Joan de Galba aus dem 15. Jahrhundert sowie J. V. Foix, Mercè Rodoreda, Victor Català, Per Quart, Gabriel Ferrater, Joan Perucho, Vincent Andrés Estellés, Joan Sales) und auch aus dem Portugiesischen und veröffentlichte eigene Gedichtbände. Posthum erschien auch ein Buch über Barcelona Anfang des 20. Jahrhunderts. Für seine Übersetzungstätigkeit erhielt er 1988 das katalanische Creu de Sant Jordi. Bekannt ist er auch für sein Buch über den Hard Bop. Außerdem war er freischaffender Jazzkritiker, unter anderem in Down Beat und Jazz Times. Er starb an Bauchspeicheldrüsenkrebs.

## Schriften
- Hard Bop - Jazz and Black Music 1955-1965, Oxford University Press 1993 (mit einem Vorwort seines Bruders, des Jazzpianisten Alan Rosenthal)
- Banderes al vent ! La Barcelona de les utopies 1914-1936, Editorial Meteor 2008
- The journey. Poems, New York, Persea Books 1992
- Love of the poets, New York, Persea Books 1989
- als Herausgeber und Übersetzer: Four postwar catalan poets, New York 1978
- als Herausgeber und Übersetzer: Modern catalan poetry. An Anthology, St. Paul, New Rivers Press 1979
- Postwar catalan poetry, Associated University Presses 1991